# Eulalia mucosa
Eulalia mucosa är en ringmaskart som beskrevs av Jean Louis Armand de Quatrefages de Bréau 1866. Eulalia mucosa ingår i släktet Eulalia och familjen Phyllodocidae. Inga underarter finns listade i Catalogue of Life.